# اسماعیلا دیارا
اسماعیلا دیارا (انگلیسی: Ismaïla Diarra؛ زادهٔ ۱۶ ژانویهٔ ۱۹۹۲) بازیکن فوتبال اهل مالی است.
وی همچنین در تیم ملی فوتبال مالی بازی کرده است.